# Yougoslavie fédérative démocratique
La Yougoslavie fédérative démocratique (en abrégé YFD ; en serbe Демократска Федеративна Југославија et Demokratska Federativna Jugoslavija, parfois traduit erronément en « Yougoslavie fédérale démocratique ») fut le régime provisoire créé le 29 novembre 1943, pendant la Seconde Guerre mondiale, lors de la deuxième session du Conseil antifasciste de libération nationale de Yougoslavie (AVNOJ). Le Comité national de libération de la Yougoslavie (NKOJ) était son organe exécutif d'origine. Durant toute son existence, il fut gouverné par le maréchal Josip Broz Tito en tant que Premier ministre.
Il a été reconnu par les Alliés lors de la Conférence de Téhéran, avec l’AVNOJ comme organe délibérant. Le gouvernement yougoslave en exil du roi Pierre II à Londres, en partie à cause des pressions du Royaume-Uni, reconnaît le gouvernement de l'AVNOJ avec le Traité de Vis signé le 16 juin 1944 entre le Premier ministre du gouvernement en exil, Ivan Šubašić, et Tito. Avec le Traité de Vis, le gouvernement en exil et le NKOJ ont accepté de fusionner en un gouvernement provisoire dès que possible. La forme du nouveau gouvernement a été convenue dans un deuxième accord Šubašić-Tito signé le 1er novembre 1944 à Belgrade, la capitale de la Yougoslavie récemment libérée. La Yougoslavie fédérale démocratique est devenue l'un des membres fondateurs de l'Organisation des Nations unies lors de la signature de la Charte des Nations unies en octobre 1945.
L'État a été formé pour unifier le mouvement de résistance à l'occupation de la Yougoslavie par les puissances de l'Axe. L'accord laissait la question de savoir si l'État serait une monarchie ou une république indécis jusqu'après la guerre et le poste de chef de l'État était vacant. Après la fusion des gouvernements, Josip Broz Tito est devenu Premier ministre et Ivan Šubašić est devenu ministre des Affaires étrangères.

## Histoire
La deuxième session de l’AVNOJ, qui s’est tenue à Jajce en novembre 1943, s’est ouverte sur une déclaration qui disait notamment :
1. Que le Conseil antifasciste de libération nationale de Yougoslavie soit constitué en tant qu'organe suprême des représentants législatifs et exécutifs de la Yougoslavie en tant que représentant suprême de la souveraineté des peuples et de l'État de Yougoslavie dans son ensemble, et qu'un comité national de libération de la Yougoslavie soit établi en tant qu’organe présentant toutes les caractéristiques d’un gouvernement national, grâce auquel le Conseil antifasciste de libération nationale de la Yougoslavie s’acquittera de sa fonction exécutive.
2. Que le « gouvernement » traître en exil soit privé de tous les droits en tant que gouvernement légal de la Yougoslavie, en particulier du droit de représenter les peuples de la Yougoslavie n'importe où ou devant quiconque.
3. Que tous les traités et obligations internationaux conclus à l'étranger au nom de la Yougoslavie par le « gouvernement » en exil soient revus en vue de leur annulation, de leur renouvellement ou de leur approbation, et que tous les traités et obligations internationaux que le prétendu « gouvernement » en exil pourrait éventuellement conclure à l’étranger ne reçoivent aucune reconnaissance.
4. Que la Yougoslavie soit établie sur un principe fédéral démocratique en tant qu'État de peuples égaux[2].

L'AVNOJ a ensuite publié six décrets et le Présidium de l'AVNOJ, qui a poursuivi ses fonctions lorsqu'il n'était pas en session, a poursuivi avec quatre décisions. Ensemble, ils constituaient la constitution du nouveau régime qui se dessinait en Yougoslavie. Le 30 novembre, le Présidium donna à Tito le rang de maréchal de Yougoslavie et le nomma président du gouvernement (ou Premier ministre par intérim) et ministre de la Défense nationale. Trois vice-présidents et treize autres ministres ont été nommés au NKOJ.
La dénomination « Yougoslavie fédérative démocratique » a été officiellement adoptée le 17 février 1944. Le même jour, ils adoptèrent l'emblème de la Yougoslavie avec les cinq flambeaux.

## Gouvernement
Après novembre 1944, sa législature était l'Assemblée provisoire. L'accord Tito-Subasic de 1944 déclarait que l'État était une démocratie pluraliste qui garantissait les libertés démocratiques, liberté individuelle, liberté d'expression, de réunion et de religion, ainsi qu'une presse libre. Cependant, en janvier 1945, Tito avait mis l'accent sur le fait que son gouvernement ne privilégiait plus la démocratie pluraliste, disant que, bien qu'il acceptait la démocratie, il considérait qu'il n'y avait pas « besoin » de plusieurs partis, puisque selon lui ces multiples partis serait inutilement diviseurs dans le contexte de l'effort de guerre yougoslave et que le Front populaire représente l’ensemble du peuple yougoslave. La coalition du Front populaire, dirigée par le Parti communiste de Yougoslavie et son secrétaire général, le maréchal Josip Broz Tito, était un mouvement majeur au sein du gouvernement. Parmi les autres mouvements politiques qui ont rejoint le gouvernement, on compte le mouvement Napred représenté par Milivoje Marković.
La Yougoslavie fédérale démocratique était dirigée par un gouvernement provisoire composé principalement de membres du Front uni de libération nationale et d'un petit nombre d'autres partis politiques de l'ancien Royaume de Yougoslavie. Le président du gouvernement était Josip Broz Tito. Les communistes occupaient 22 postes de ministre, notamment ceux des Finances, des Affaires intérieures, de la Justice, des Transports et d'autres. Ivan Šubašić, du Parti paysan croate et ancien ban de la Banovine de Croatie, était ministre des Affaires étrangères, tandis que Milan Grol, du Parti démocrate, était vice-premier ministre. De nombreux membres du gouvernement non communistes ont démissionné en raison d'un désaccord avec la nouvelle politique.

## Divisions administratives

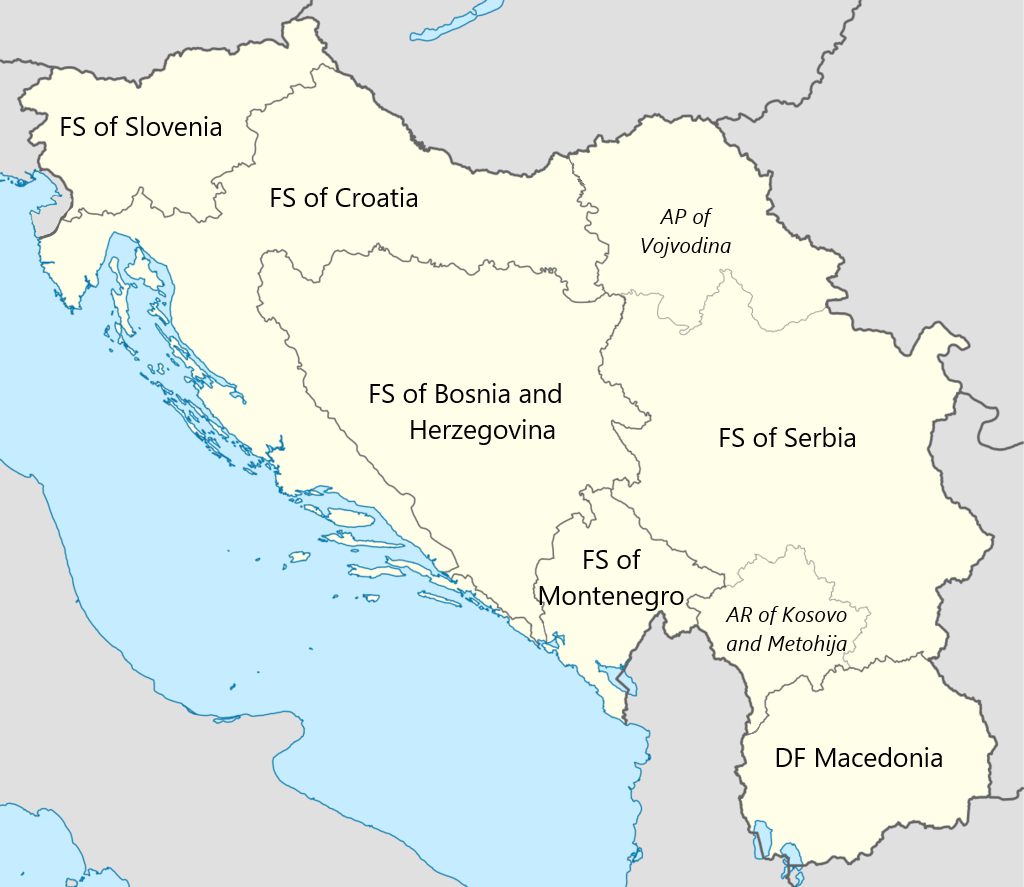
Les divisions administratives de la Yougoslavie fédérative démocratique en 1945.

La Yougoslavie fédérale démocratique était composée de 6 républiques et de 2 régions autonomes :
- État fédéral de Serbie
  - Région autonome du Kosovo et de la Métochie
  - Province autonome de Voïvodine
- État fédéral de Croatie
- État fédéral de Bosnie-Herzégovine
- État fédéral de Slovénie
- État fédéral du Monténégro
- Macédoine fédérale démocratique

## Sources
- Ljubodrag Dimić, The Balkans in the Cold War : Balkan Federations, Cominform, Yugoslav-Soviet Conflict, Belgrade, Institute for Balkan Studies, 2011, 109-140 p. (lire en ligne), « Yugoslav-Soviet Relations: The View of the Western Diplomats (1944-1946) »